# 德魯日巴 (頓內茨克州)
48°24′36″N 37°54′37″E / 48.41000°N 37.91028°E
德魯日巴（羅馬化：Druzhba）是位於乌克兰東部顿涅茨克州巴赫穆特区托列茨克市镇的鎮。

## 歷史
自俄乌战争於2014年爆發，該鄉一直都處於戰線範圍。截至2023年4月初，德魯日巴仍受烏方控制。2025年2月7日，俄罗斯军队在宣布其完全控制托列茨克的同时也占领了邻近的德魯日巴。

## 人口統計
根據 2001年烏克蘭人口普查，村民人口為1860人，他們的母語分配如下：
- 乌克兰语：2.9%
- 俄语：97.0%
- 其他：0.1%